# Castello di Otway
Il castello di Otway è un'ex casa di campagna del XVIII secolo che sorgeva su una collina alla periferia di Templederry, vicino a Nenagh nella contea di Tipperary, in Irlanda.
La casa è stata costruita in pietra sulle rovine del Castello di Cloghane su due piani. Nel XIX secolo una casa a torre è stata aggiunta sulla base delle rovine del castello sul retro.  La casa fu incendiata nel 1922 durante la Guerra civile irlandese, probabilmente dai repubblicani anti-Trattato. Ora è una rovina abbandonata con i giardini e i terreni di proprietà utilizzati per l'agricoltura.

## Storia
Il castello e la terra circostante furono concessi a John Otway nel 1685. I suoi discendenti comprendevano l'ammiraglio Sir Robert Otway, I Bt., il generale Sir Loftus William Otway e lo scrittore Caesar Otway. Henry Otway (1768–1815) sposò Sarah Cave della Stanford Hall, Leicestershire, che divenne baronessa Braye. Dopo la morte di Henry sia la baronessa che il loro figlio Robert adottarono il cognome Otway-Cave e la proprietà passò a Robert. Morì giovane nel 1844 senza figli e la casa fu ereditata da un cugino, il viceammiraglio Robert Jocelyn Otway. Alla morte di quest'ultimo nel 1884 passò al genero di Galway William Clifford Bermingham Ruthven, che adottò il cognome Otway-Ruthven. Il castello un tempo ospitava l'Otway Harp, uno strumento ornato della fine del XVI secolo che ora è di proprietà del Trinity College (Dublino).